# ADAC
De Allgemeine Deutsche Automobil-Club e.V., kortweg ADAC, is de grootste autoclub van Duitsland. Het hoofdkantoor staat in München. De ADAC werd in 1903 opgericht onder de naam „Deutsche Motorradfahrer-Vereinigung“. In 1911 veranderde de naam in „Allgemeine Deutsche Automobil-Club“.
De ADAC had in 2006 meer dan 15 miljoen leden en is daarmee de derde hulpverleningsdienst na de Amerikaanse AAA en de Japanse JAF.
De ADAC is tevens uitgever van plattegronden en wegenkaarten en bezit verschillende verkeersoefencentra.
Het ledentijdschrift ADAC Motorwelt is met 14 miljoen exemplaren het tijdschrift met de grootste oplage in Europa.
In Nederland wordt ADAC vaak uitgesproken als een letterwoord (aadak). In Duitsland zelf wordt alleen aa dee aa tsee gezegd.
De ADAC heeft in 2013 samen met Deutsche Post Mobility langeafstandsbuslijnen onder de naam ADAC Postbus opgericht. 